# بنی تامسون
بنی تامسون (به انگلیسی: Bennie Thompson) نمایندهٔ حوزه انتخابیه دوم میسیسیپی از حزب دموکرات ایالات متحده آمریکا در مجلس نمایندگان ایالات متحده آمریکا است که برای نخستین‌بار در ۱۳ آوریل ۱۹۹۳ میلادی به‌عضویت این مجلس درآمد.